# Nassauska Gyllene lejonets orden

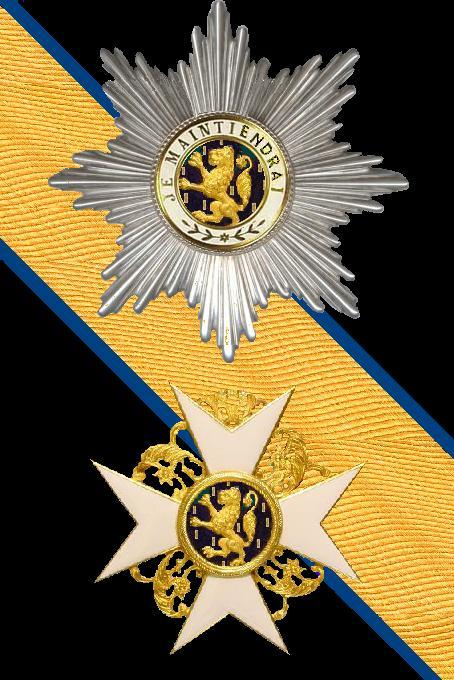
Nassauska Gyllene lejonets orden.

Nassauska Gyllene lejonets orden (nederländska: (Huis)orde van de Gouden Leeuw van Nassau), är en orden instiftad den 16 mars 1858 av Adolf, hertig av Nassau och sedermera storhertig av Luxemburg, i förening med kung Vilhelm III av Nederländerna. Den förnyades genom konvention mellan drottning Emma av Nederländerna och storhertig Adolf den 20 maj 1905. Orden finns i en grad och utdelas till kungliga personer och höga befattningshavare såsom ambassadörer, statsministrar och generaler. Orden är delad genom två grenar (Ottoniska och Walramska linjen) i Huset Nassau.
I egenskap av den Walramska linjen är Nassauska Gyllene lejonets orden den förnämsta luxemburgska nationalorden och utges av storhertigen av Luxemburg. Det får tilldelas utländska monarker, prinsar av suveräna hus och statschefer för förtjänstfull service till Luxemburg och storhertigen.
I egenskap av den  Ottoniska linjen är den en husorden eller dynastisk orden i holländska kungliga Huset Nassau-Oranien och utdelas som en personlig gåva av konungen av Nederländerna. I detta fall ges äran till en person som förtjänstfullt tjänat kungahuset.